# Classe ATC N03
La classe ATC N03, dénommée « Antiépileptiques », est un sous-groupe thérapeutique de la classification anatomique, thérapeutique et chimique, développée par l'OMS pour classer les médicaments et autres produits médicaux. La classe ATC vétérinaire correspondante dans la classification ATCvet est QN03. Le sous-groupe présenté ici est celui établi par l'OMS, et peut donc différer des versions dérivées utilisées dans certains pays. Il fait partie du groupe anatomique N de la classification, intitulé « Système nerveux ».

## N03A Antiépileptiques

### N03AA Barbituriques et dérivés
N03AA01 Méthylphénobarbital (en)
N03AA02 Phénobarbital
N03AA03 Primidone
N03AA04 Barbexaclone (en)
N03AA30 Métharbital (en)

### N03AB hydantoïne et dérivés
N03AB01 Éthotoïne (en)
N03AB02 Phénytoïne
N03AB03 Acide amino(diphénylhydantoïne) valérique
N03AB04 Méphénytoïne (en)
N03AB05 Fosphénytoïne
N03AB52 Phénytoïne, associations
N03AB54 Méphénytoïne, associations

### N03AC Dérivés de l'oxazolidine
N03AC01 Paraméthadione (en)
N03AC02 Triméthadione
N03AC03 Éthadione (en)

### N03AD Dérivés du succinimide
N03AD01 Éthosuximide
N03AD02 Phensuximide (en)
N03AD03 Mésuximide (en)
N03AD51 Éthosuximide, associations

### N03AE Dérivés desbenzodiazépines
N03AE01 Clonazépam

### N03AF Dérivés du carboxamide
N03AF01 Carbamazépine
N03AF02 Oxcarbazépine
N03AF03 Rufinamide
N03AF04 Eslicarbazépine (en)

### N03AG Dérivés d'acide gras
N03AG01 Acide valproïque
N03AG02 Valpromide
N03AG03 Acide aminobutyrique
N03AG04 Vigabatrine
N03AG05 Progabide (en)
N03AG06 Tiagabine

### N03AX Autres antiépileptiques
N03AX03 Sultiame (en)
N03AX07 Phénacémide (en)
N03AX09 Lamotrigine
N03AX10 Felbamate (en)
N03AX11 Topiramate
N03AX12 Gabapentine
N03AX13 Phénéturide (en)
N03AX14 Lévétiracétam
N03AX15 Zonisamide
N03AX16 Prégabaline
N03AX17 Stiripentol
N03AX18 Lacosamide
N03AX19 Carisbamate (en)
N03AX21 Rétigabine
N03AX22 Pérampanel (en)
N03AX23 Brivaracétam
N03AX30 Béclamide (en)
« QN03AX90 » Imépitoïne
QN03AX91 Bromure de potassium